# Parafia Świętych Apostołów Piotra i Pawła w Łodzi
Parafia pw. Świętych Apostołów Piotra i Pawła w Łodzi – rzymskokatolicka parafia położona  na granicy dwóch łódzkich dzielnic: Widzewa oraz Śródmieścia, wchodząca w skład dekanatu Łódź-Widzew archidiecezji łódzkiej.

## Historia parafii
Parafia została założona 6 kwietnia 1930 roku przez biskupa Wincentego Tymienieckiego, ówczesnego ordynariusza diecezji łódzkiej. Obecny kościół parafialny został oddany do użytku w 1986 roku. 

## Proboszczowie
- ks. Stanisław Rybus (1930–1942)
- ks. Stanisław Pietrzak (1945–1949)
- ks. Czesław Ochnicki (1949–1950)
- ks. Wacław Sitek (1951–1969)
- ks. Wacław Borowski (1969–1982)
- ks. Tadeusz Zielewski (1982–2001)
- ks. Edward Wieczorek (2001–2011)
- ks. Wiesław Kamiński (od 2011)